# Joppa furcifera
Joppa furcifera là một loài tò vò trong họ Ichneumonidae.